# Toncontín nemzetközi repülőtér
A Toncontín nemzetközi repülőtér Honduras-ban Tegucigalpa város nemzetközi repülőtere. 2000-ben 6 895 267 tonna áru, 12 911 repülőgép és 364 141 utas fordult meg itt.

## Fekvése
A város központjától 4 km-re délre található. Egyike a világ legrövidebb nemzetközi repülőtereinek. A magas hegyek közelsége miatt az egyik legveszélyesebb, ezek miatt a leszállás előtt a pilótának 45 fokos fordulatot kell tennie.

## Balesetek
- 1990. március 21, Lockheed L–188 Electra teherjárat[1]

## Forgalomdiagram
Az utasforgalom az elmúlt években az alábbi módon változott:
| Utasok száma | 516 840 | 545 586 | 565 000 | 493 000 | 587 000 | 617 526 | 697 925 | 625 593 | 109 670 | 337 493 |
|              | 2005    | 2006    | 2009    | 2010    | 2013    | 2014    | 2016    | 2018    | 2020    | 2021    |

## Légitársaságok és úticélok
2023-ban a Toncontín nemzetközi repülőtérről az alábbi járatok indulnak:

### Személy
| Légitársaság    | Célállomások                           |
| --------------- | -------------------------------------- |
| Aerolíneas Sosa | La Ceiba, Roatán                       |
| CM Airlines     | Puerto Lempira, Roatán, San Pedro Sula |
| Lanhsa          | La Ceiba                               |

### Cargo
| Légitársaság     | Célállomások   |
| ---------------- | -------------- |
| DHL de Guatemala | Guatemala City |